# 科莫埃區
6°44′N 3°29′W / 6.733°N 3.483°W
科莫埃區（法語：District de la Comoé），是科特迪瓦的14個行政區之一，位於該國東南部，成立於2011年，首府設於阿本古魯，面積14,173平方公里，2014年人口1,203,052，人口密度每平方公里85人。得名自流经该区的科莫埃河。